# Csékehodos
Csékehodos (Ogești), település Romániában, a Partiumban, Bihar megyében.

## Fekvése
Magyarcsékétől délkeletre, a Hollód-patak mellett, Karáncsfalva és Kerekesfalva között fekvő település.

## Története
Csékehodos nevét 1508-ban említette először oklevél Kyshodos néven. 
1808-ban Hogyis, 1851-ben Ozest, 1913-ban Csékehodos néven írták.  
1851-ben Fényes Elek írta a településről:
"Bihar vármegyében, hosszu hegysor alatt, 229 óhitü lakossal, s anyatemplommal. ... Vize a Hollód
patak, s van egy kénszagu hideg forrása. Birja Dobray Gábor." 
1910-ben 286 lakosából 8 magyar, 276 román volt. Ebből 277 ortodox, 5 izraelita volt.
A trianoni békeszerződés előtt Bihar vármegye Magyarcsékei járásához tartozott.

## Látnivalók
- 1826-ban épült ortodox fatemplom